# Heksesabbat
Heksesabbat var, ifølge europæisk folketro og katolsk tradition i middelalderen og senere, en fest eller samling af hekse, det vil sige troldkvinder og -mænd, der mødte Djævelen og hans dæmoner. Sådanne sammenkomster foregik angivelig som natlige "sabbatsfejringer" og "messer" på øde pladser, for eksempel på bjerget Bloksbjerg i Tyskland. Hvor der var vilde orgier med sex, menneskeofringer og rituel fejring af Djævelen, som gerne optrådte som gedebuk med store horn; her fik hans tjenerne ordre, indgik kontrakter og udførte afskyelige handlinger. Sammenkomsterne fandt sted flere gange om året og på bestemte tidspunkter, ofte på julenat, men også i påsken, valgborgs- eller sankthansnat. Til sabbatten kom heksene flyvende på kosteskafter, husdyr, smådæmoner eller mennesker, ofte ved hjælp af en speciel heksesalve, eller ved at omforme sig til dyr eller fugle.

## Eksterne kilder og henvisninger
- Wikimedia Commons har flere filer relateret til Heksesabbat
- Ordnet.dk
- Den Store Danske